# Ute Weström

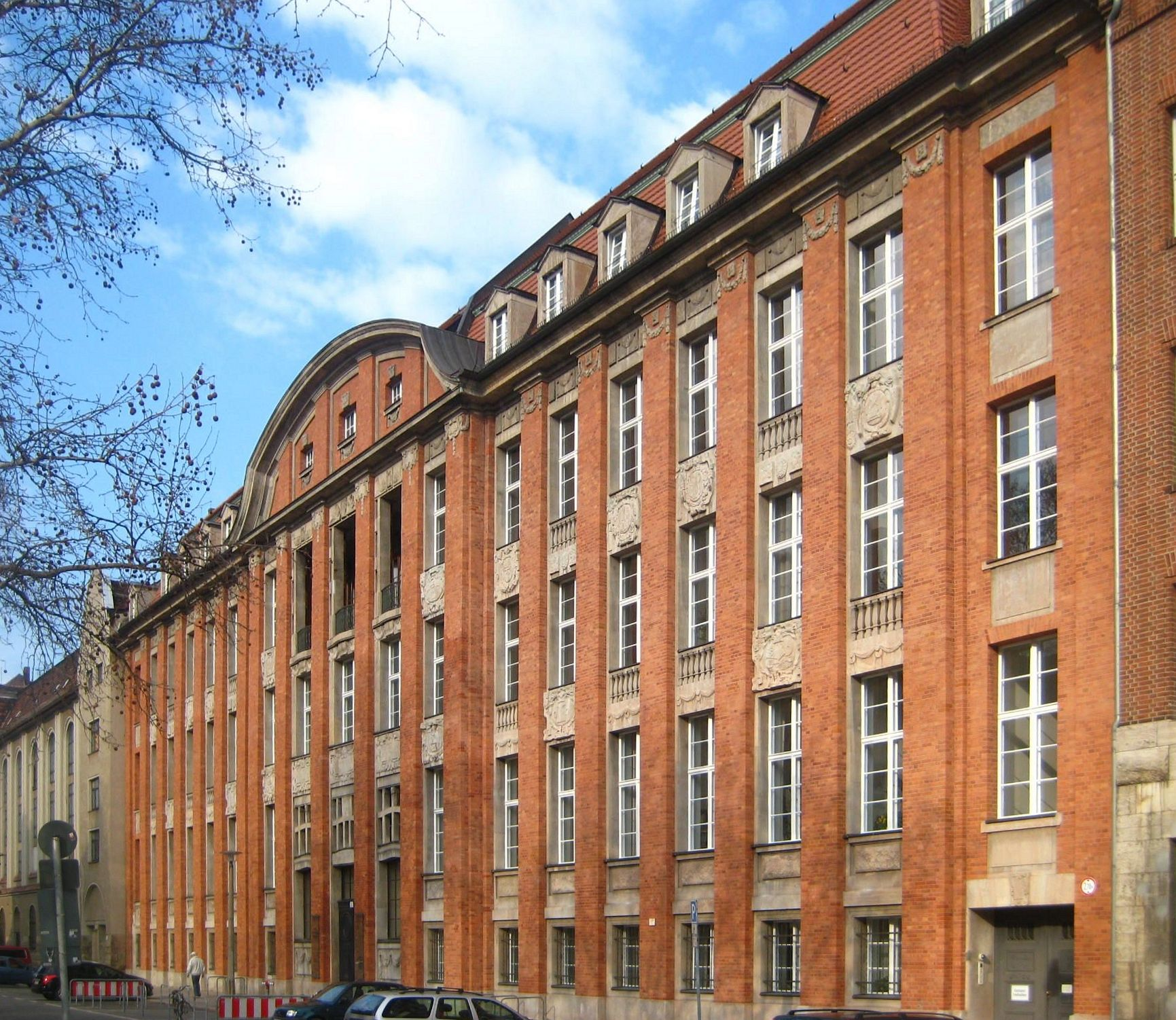
Ehemaliges Gebäude der Landesversicherungsanstalt, Berlin-Mitte, nach dem Umbau durch Weström und Kampmann

Ute Weström (* 13. November 1939 in Berlin; † 16. Mai 2022) war eine deutsche Architektin, die in Berlin lebte und arbeitete.

## Leben und Werk
Ute Weström ist die älteste Tochter der Architektin Hilde Weström und des Rechtsanwaltes Jürgen Weström, sie hat drei jüngere Geschwister. Nachdem Ute Weström zunächst ein Studium in den Fächern Psychologie, Philosophie und Soziologie an der Universität Hamburg begonnen hatte, wechselte sie 1959 in das Fach Architektur. Dieses Studium schloss sie 1968 mit einem Diplom an der Technischen Universität Berlin ab. Während des Studiums arbeitete Weström bereits in verschiedenen Planungsbüros in Lübeck, Paris und in Berlin. Zu dieser Zeit arbeiteten sie und ihr Lebensgefährte Winnetou Kampmann für den Architekten Günter Hönow. Das Projekt, das Weström und Kampmann für das Büro Günter Hönow betreuten, war der Umbau des ehemaligen Preußischen Kammergerichts in der Lindenstraße in Berlin-Kreuzberg zum Berlin-Museum.
Gemeinsam mit Winnetou Kampmann arbeitete Ute Weström an mehreren großen Restaurierungs-Projekten, unter anderem dem Wiederaufbau des Martin-Gropius-Baus. Ab 1972 war Weström vor allem als Planerin für den Sozialen Wohnungsbau aktiv. Sie realisierte gemeinsam mit Winnetou Kampmann mehr als 320 Sozialwohnungen, vor allem für Eisenbahner-Baugenossenschaften der Deutschen Bundesbahn. Mit Kampmann zusammen betrieb Weström von 1973 bis 1977 eine Ausstellungshalle im Berliner Bikini-Haus, die Umbauten dazu hatten sie und Kampmann 1976 selbst geplant. Weström war Mitglied der International Union of Women Architects (UIFA).

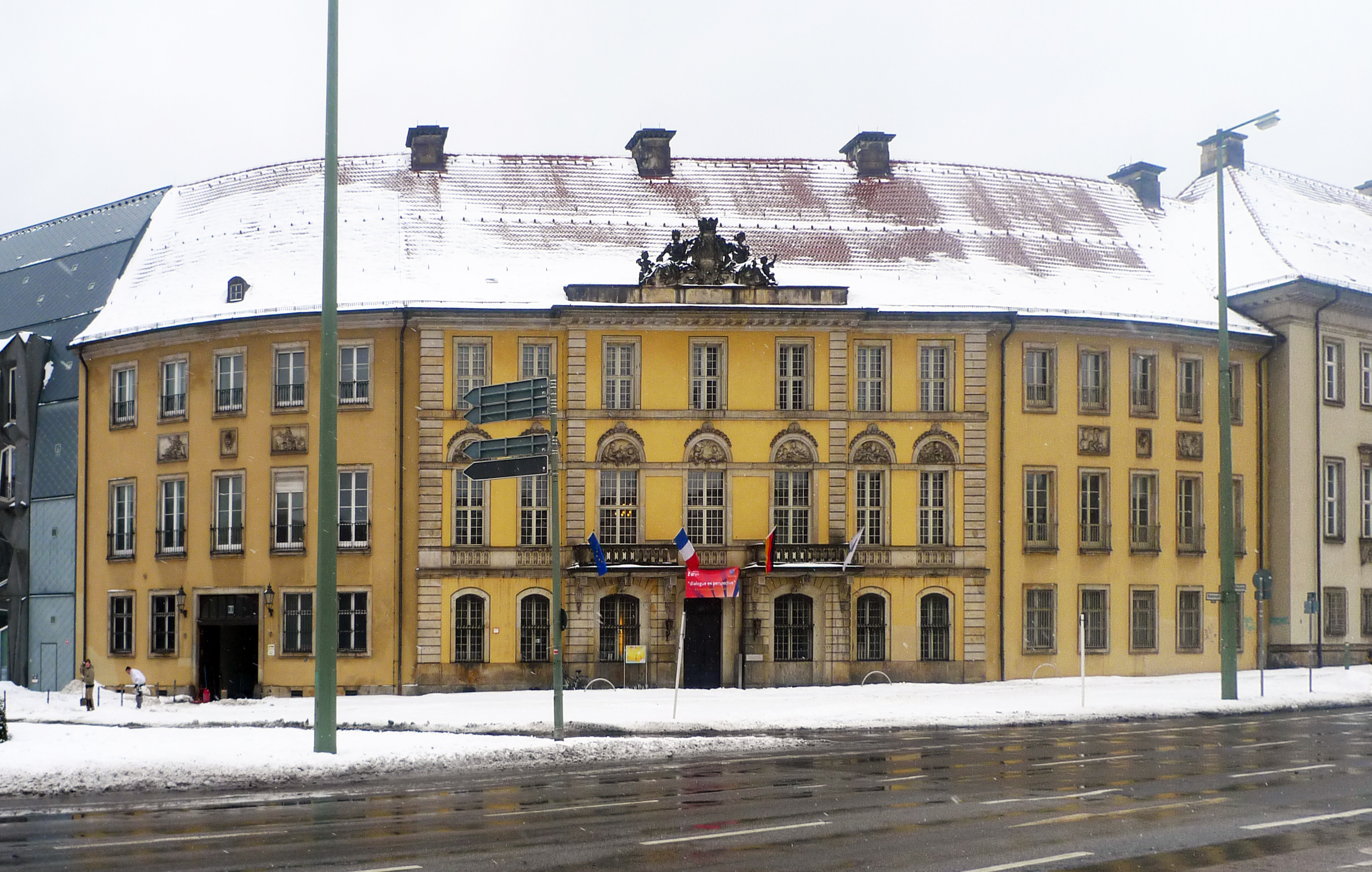
Palais Schwerin in Berlin-Mitte nach dem Umbau durch Weström und Kampmann

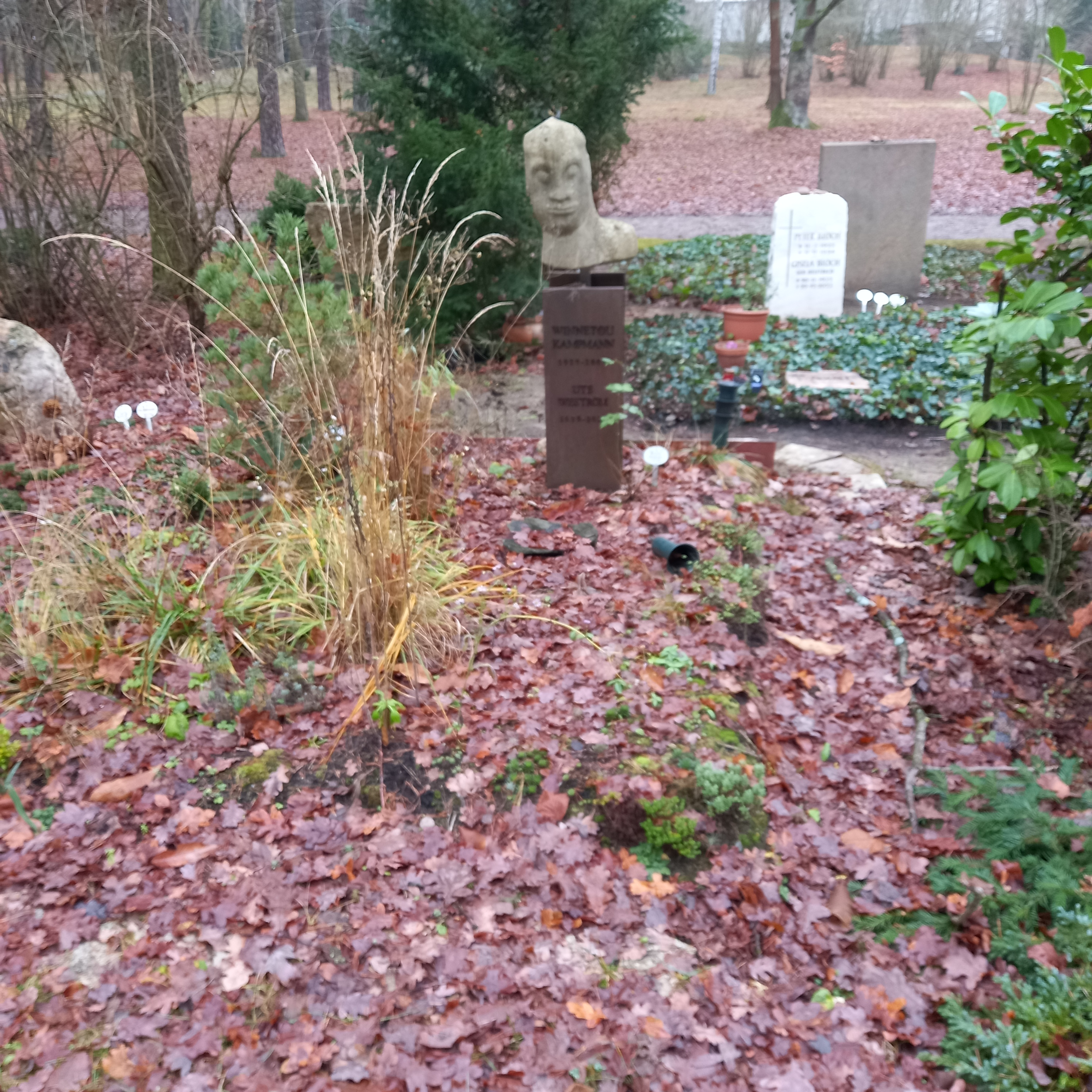
Das Grab von Ute Weström und ihrem Ehemann, dem Architekten Winnetou Kampmann, auf dem Waldfriedhof Zehlendorf in Berlin

## Bauten
- 1969–1970: Umbau eines Bürogebäudes, Fürstenbrunner Weg, Berlin-Westend
- 1970–1971: Kindertagesstätte der Jüdischen Gemeinde, Delbrückstraße 8, Berlin-Grunewald. Als Architekt wird auch Hasso Windeck genannt.[3]
- 1972–1973: Wohnbebauung Brinkmannstraße, Berlin-Steglitz
- 1976–1977: Kunsthalle im Bikini-Haus, Berlin-Charlottenburg
- 1976–1981: Wohnanlage Ahrweilerstraße, Berlin-Schmargendorf
- 1977–1986 und 1991: Wiederherstellung Martin-Gropius-Bau, Berlin-Kreuzberg
- 1978–1979: Studentenwohnheim Krumme Straße, Berlin-Charlottenburg
- 1982–1985: Wohnbebauung Alt-Lankwitz 23–29, Berlin-Lankwitz
- 1988–1991: Umbau des ehemaligen Gebäudes des Garderegiments zum Bröhan-Museum, Berlin-Charlottenburg
- 1992–1993: Umbau des Palais Schwerin am Molkenmarkt, Berlin-Mitte
- 1992–1993: Saalbau der Rudolf Steiner Schule Berlin-Dahlem
- 1991–1995: Verwaltungsgebäude Sozialkasse des Berliner Baugewerbes, Lückstraße 72–73, Berlin-Rummelsburg
- 1994–1996: Wiederherstellung des ehemaligen Gebäudes der Landesversicherungsanstalt Am Köllnischen Park 2a/3, Berlin-Mitte